# Poggio Rattieri
Poggio Rattieri is een plaats (frazione) in de Italiaanse gemeente Torricella Sicura.